# 松元弘毅
松元弘毅（まつもと こうき）はシナリオライター。バンダイナムコゲームスに所属していたが、2010年4月1日からフリーで活動している。Romancework所属。

## 作品

### ゲーム
- テイルズ オブ エターニア オンライン（ナムコ 2005年 - 2007年）[1]
- テイルズ オブ レジェンディア（ナムコ 2005年）
- エースコンバット・ゼロ ザ・ベルカン・ウォー（ナムコ 2006年）
- テイルズ オブ デスティニー（バンダイナムコゲームス 2006年）シナリオアシスタント
- テイルズ オブ ヴェスペリア（バンダイナムコゲームス 2008年）
- テイルズ オブ ザ ワールド レディアント マイソロジー2（バンダイナムコゲームス 2009年）音声収録サポート
- 機動戦士ガンダム戦記（バンダイナムコゲームス 2009年）
- STAR DRIVER 輝きのタクト 銀河美少年伝説（バンダイナムコゲームス 2011年）
- 追憶の青（グリー 2016年）

### 漫画
- 機動戦士ガンダム戦記U.C.0081 -水天の涙-（『ガンダムエース』）ストーリー協力

### その他
- Counter-Strike NEO -WHITE MEMORIES-（2005年）[1]